# Tartan Royal Stewart

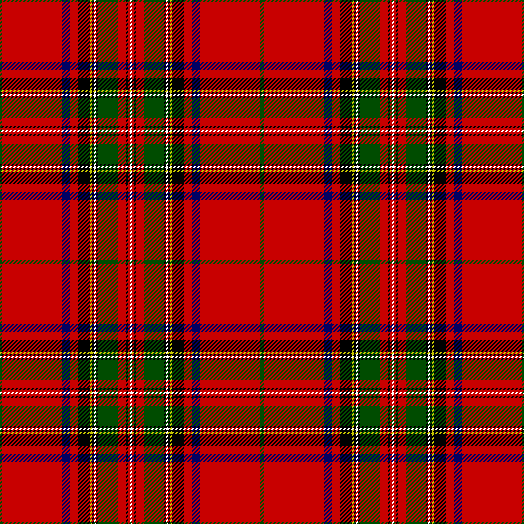
Le Tartan Royal Stewart.

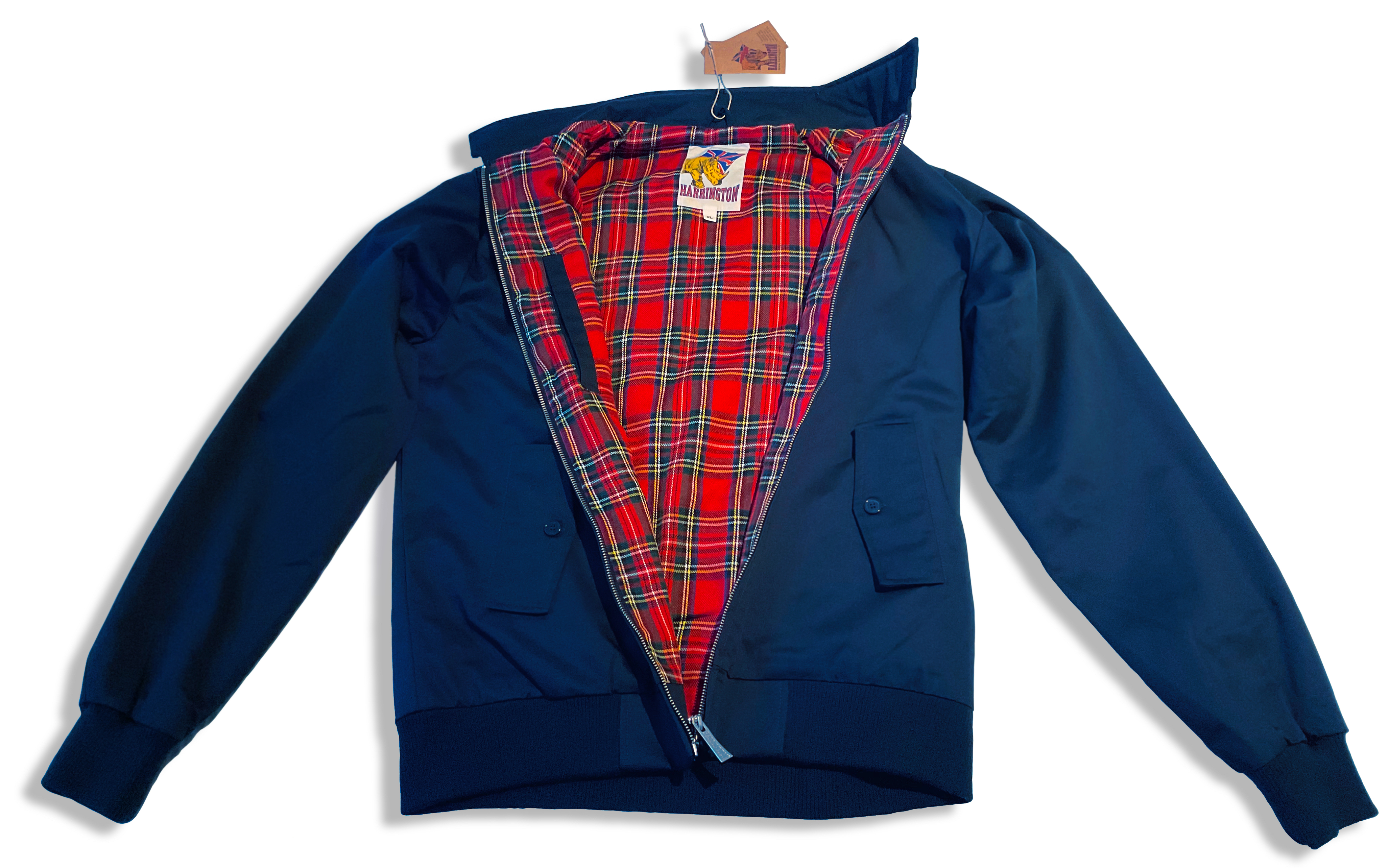
Un Harrington jacket avec doublure en Tartan Royal Stewart.

Le Tartan Royal Stewart ou Royal Stuart est le tartan le plus connu. Il est rétrospectivement associé à la maison royale des Stewart qui régna sur l’Écosse avec la devise : « Le courage se renforce avec les blessures ». Ce tartan rouge aux lignes jaunes, noires et bleues, était également le tartan personnel de la reine Elizabeth II.
Le fondateur de la Maison Stewart, Walter fitz Alan est issu d'une noble famille du baronnage anglo-normand d'origine bretonne (Dol-de-Bretagne). Face au dévouement et au service qu’il voue au roi David 1er, il se voit octroyer le titre de grand sénéchal royal (stewart en anglais), ainsi que de vastes terres qu’il transmet de père en fils. Le nom Stewart sera par la suite francisé en “Stuart” par la reine Marie Stuart. Le premier Stewart à monter sur le trône en 1371 fut Robert II. Il fonde alors une dynastie royale qui régnera sur l’Écosse durant plus de 300 ans.
Le dessin a été publié pour la première fois en 1831 dans le livre The Scottish Gael de James Logan. Cependant, ce tartan a peut-être été porté avant cette date car il y a des rapports qui indiquent qu'il est né à la bataille de Culloden en 1746. Une référence au tartan Royal Stewart est également apparue dans The Clan and Family, Tartans of Scotland de W. et A. Smith, publié en 1850. Ils ont écrit : « Le tartan Stuart présenté ici est celui universellement reconnus en Écosse comme étant le tartan porté par nos souverains écossais depuis de nombreuses années. Parfois, il est tissé d'une petite bande verte, coupant en deux la large ceinture rouge. Cependant, nous savons que cette bande verte est une innovation moderne et nous excluons donc qu'elle soit le fait de la meilleure autorité. ».

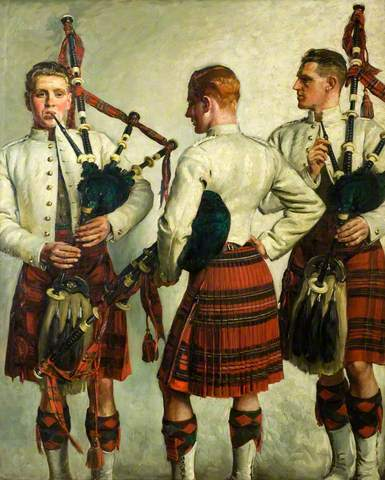
Pipe Practice par William Ranken représentant des Scots Guards vêtus du Tartan Royal Stewart.

Officiellement, le tartan est porté par les joueurs de cornemuse du Black Watch, des Royal Scots Dragoon Guards et des Scots Guards, ainsi que par quelques groupes civils sélectionnés. Le 5e groupe scout de Bolton et le 5e groupe scout de Potters Bar portent officiellement le foulard (ou tour de cou), avec la permission de la reine. De même, les “bandes de la reine” de l'Université Queen's portent le tartan dans le cadre de leurs uniformes officiels. Il en va de même pour le Winnipeg Police Pipe Band. Le tartan peut également être porté par les militaires ayant suivi une formation de chef de patrouille. En 1968, les cornemuses et tambours du 3e bataillon du Royal Australian Regiment ont également reçu l'autorisation de porter le Royal Stewart Tartan.

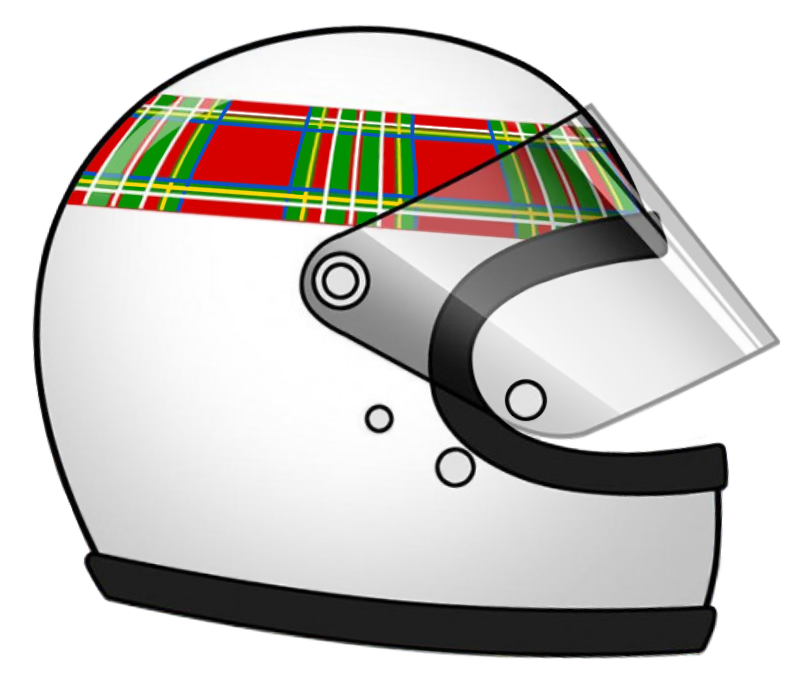
Le casque intégral de Sir Jackie Stewart avec le tartan Royal Stewart.

Théoriquement, ce tartan ne devrait pas être porté sans l'autorisation expresse du monarque britannique. Cependant, le Scottish Register of Tartans (en) observe qu'en pratique, en raison de sa popularité, il est devenu un tartan universel, qui peut être porté par quiconque n'a pas son propre tartan de clan : « De la même manière que les membres du clan portent le tartan de leur chef, il convient que tous les sujets de la reine portent le tartan Royal Stewart. », Colin W Hutcheson attribue cette universalisation à « la commercialisation de ces derniers temps ». Traditionnellement, les tartans « Black Watch » (« Old Campbell » assombris) et « Hunting Stewart (en) » étaient utilisés comme tartans universels sans autorisation. Le tartan Royal Stewart possède quatre variantes : le « Old Stewart », le « Hunting Stewart », le « Black Stewart » et le « Dress Stewart ». Ce dernier est la version du tartan Royal Stewart dont le rouge a été remplacé par du blanc. Il est porté traditionnellement par les femmes de la famille royale lors de grandes occasions.
En plus de son utilisation dans les vêtements, tels que les jupes et les écharpes, le tartan Royal Stewart est également apparu sur des boîtes de biscuits pour les sablés écossais tels que le shortbread de Walker. Dans les années 1960, le tartan est devenu célèbre dans le milieu du sport automobile quand Jackie Stewart, triple champion du monde écossais de Formule 1, a utilisé une bande distinctive de tartan Royal Stewart autour du sommet de son casque intégral blanc. À la fin des années 1970, le tartan Royal Stewart est également devenu populaire dans la mode punk.